# Dirofilaria lutrae
Dirofilaria lutrae ist ein Fadenwurm, der bei Nordamerikanischen Fischottern (Lontra canadensis) parasitiert. Ähnlich wie Dirofilaria repens beim Hund befällt Dirofilaria lutrae die Unterhaut und gleicht diesem Vertreter auch im Lebenszyklus. Die krankheitsauslösende Wirkung ist vernachlässigbar. D. lutrae kommt vor allem in Vereinigten Staaten vor, am häufigsten in North Carolina, wo bis zu 80 % der Otter infiziert sind. Als Überträger fungieren Stechmücken. Der Mensch ist ein Fehlwirt, Infektionen sind aber extrem selten.